# Liste des épouses et compagnes des présidents de la République de Guinée
Le conjoint du président de la République de Guinée n'a aucune fonction officielle auprès du président de la République selon la Constitution mais « exerce, en vertu tant de la tradition républicaine que de la pratique diplomatique, un rôle de représentation, de patronage et d’accompagnement du chef de l’État dans ses missions ». Ce rôle protocolaire s'améliore avec le temps. Beaucoup mettent leur image au service de causes à caractère humanitaire ou d'actions caritatives.
Depuis la prise du pouvoir de son époux Mamadi Doumbouya lors du coup d'état du 5 septembre 2021 et son installation officielle le 1er octobre 2021 comme président de la transition, la Première dame de Guinée est Lauriane Doumbouya.

## Liste des épouses ou compagnes des présidents de la République de Guinée

### Depuis 1958
| Portrait | Nom d'usage (à l'époque où elle était épouse ou compagne) | Vie                              | Président                         | Mariage | Durée                               |
| -------- | --------------------------------------------------------- | -------------------------------- | --------------------------------- | ------- | ----------------------------------- |
|          | Hadja Andrée Touré née à Macenta                          | Née en 1934                      | Ahmed Sékou Touré                 |         | 2 octobre 1958 - 26 mars 1984       |
|          | Henriette Conté née en Guinée                             | Décédée à Conakry le 12 mai 2020 | première épouse de Lansana Conté  |         | 5 avril 1984 - 22 décembre 2008     |
|          | Hadja Kadiatou Seth Conté née en Guinée                   | Née le                           | deuxième épouse de Lansana Conté  |         | 5 avril 1984 - 22 décembre 2008     |
|          | Hadja Asmaou Bah Conté née en Guinée                      | Née le                           | troisième épouse de Lansana Conté |         | 5 avril 1984 - 22 décembre 2008     |
|          | Jeanne Saba née en Guinée                                 | Née le                           | Moussa Dadis Camara               |         | 23 décembre 2008 - 15 janvier 2010  |
|          | Mariama Sako Hall Konaté née en Guinée                    | Née le                           | Sékouba Konaté                    |         | 18 janvier 2010 - 21 décembre 2010  |
|          | Djene Kaba Condé née à Kankan                             | Née le ? - 8 avril 2023          | Alpha Condé                       |         | 26 décembre 2010 - 5 septembre 2021 |
|          | Lauriane Doumbouya née à Chabeuil (France)                | Née le                           | Mamadi Doumbouya                  |         | Depuis le 1er octobre 2021          |

## Fondations et actions caritatives
Les Premières dames de Guinée, s'illustrent à travers la création et le développement d'une fondation ou des actions caritatives.
Toutes les épouses des présidents de la République ont créé leur propre fondation (ou se sont impliquées dans une créée précédemment) :
- Djene Kaba Condé : Fondation Prosmi pour le bien-être, l’épanouissement de l’enfant, des personnes handicapées et démunies de la république Guinée[4].